# 無限の住人の登場人物
無限の住人の登場人物（むげんのじゅうにんのとうじょうじんぶつ）は、沙村広明による日本の漫画作品『無限の住人』に登場する人物の一覧である。
- 「声 - 」はアニメの担当声優を示す。第1作 / 第2作の順に記す。1人しか記載されていない場合は第1作か第2作かを明記する。
  - 第1作：無限の住人（2008年）（AT-X）
  - 第2作：無限の住人-IMMORTAL-（2019年）（Amazon Prime Video）

## 主人公
卍 / 万次（まんじ）
声 - 関智一 / 津田健次郎 / 演 - 木村拓哉
本作品の主人公である隻眼の剣士。元は旗本・堀井重信の腰物同心だったが、堀井の不正を見かねて斬殺したためにお尋ね者となった。その際に追っ手100人を斬ったことから「百人斬り」の異称で呼ばれるようになる。妹の夫（斉藤応為辰政）によって右目を傷つけられ、隻眼となった。その後、八百比丘尼によって血仙蟲を身体に移植され、不死の肉体を持つに至った。口癖は「めんどくせぇ」。白黒の生地で背中に「万」の字が染められた着物の中に多数の武器を隠し持っており、しばしば気に入った敵の武器を自分のものにする。所持している武器の中には、短い柄の先にコの字状の刃がついており、片側が鉤状に折れ曲がっている小天狗（こてんぐ）や、刀身にいくつもの鉤が付いた独特の凶器・男転（おころび）、鋸のような両刃を備え、歪な形状をしており、斬りつけるたびに接触面を抉りとることができる女虻（めらび）などがある。不死身となってから50年後、凜の要請で用心棒となり、逸刀流剣士との戦いに身を投じる。吐鉤群によって捕らえられて、不死力解明の実験台にされるが、凜によって救出される。
後、逸刀流の最後を見届けるため凜と共に常陸へ向かい、その途上で尸良、吐、天津ら因縁の相手との抗争に身を投じていく。
実写映画版では、司戸菱安に町を殺され、彼率いる賞金稼ぎたち百人を斬ったことで「百人斬り」と呼ばれている。
浅野凜（あさの りん）
声 - 佐藤利奈 / 佐倉綾音 / 演 - 杉咲花
本作品のヒロインで、無天一流統主・浅野虎厳の一人娘。万次と出会った時点の年齢は16歳。劇中の2年前に、天津影久率いる逸刀流に両親を殺害され、仇討ちを誓う。凛の祖父・浅野虎行が道場主であったころ、宝刀として奉られていた蝦夷由来の刀・クトネシリカと、全長約14センチメートルの匕首・黄金蟲（おうごんちゅう）を所持している。凛は黄金蟲を裾から腿にかけてファイアパターンが入った赤い着物の中に数十本仕込んでおり、これらを身体を反らせた後に一斉に射出する「殺陣黄金蟲」という技を持つ。道場主の娘であるため自身も多少剣の心得があるが「素人に毛が生えた程度」であり、力不足を感じて万次に用心棒を依頼した。しかし、「男に守られて強くなれるはずがない」という百琳の言葉に触発され、天津を追って一人で加賀に向かう。加賀の地で万次と再会した後は江戸に戻り、吐に捕らえられた万次の捜索のため江戸城地下に潜入し、役人たちの手をかいくぐり救出に成功した。その後、天津に誘われ逸刀流の最後を見届けるために万次を伴い常陸へ向かう。那珂湊にて激戦の末万次に敗れ、日本を脱出しようとしていた天津を殺害。敵討ちを遂げた。

## 逸刀流
天津影久（あまつ かげひさ）
声 - 野島裕史、根本圭子（少年期）/ 佐々木望、梶裕貴（少年期）、羽鳥佑（偽者）/ 演 - 福士蒼汰
逸刀流2代目統主。22歳。色白で線の細い優男だが、祖父・天津三郎から幼少のころより鍛錬を受け、天才的な剣の腕を持つ。一枚打ちの刃が湾曲した重量級の戦斧、頭椎（かぶつち）と、同名の剣を操る。祖父の遺志を継いであらゆる流派の垣を取り除くことを目指し、その手始めとして無天一流の道場を襲撃し、門下生全員と凜の父親である統主・浅野虎厳を殺害し、さらに凛の母親を配下たちに凌辱させた。江戸幕府お抱えの剣術指南役となり、幕府の軍事力を逸刀流の理念で染め上げることを悲願としていた。心形唐流を傘下に収めるため加賀へ向かうが、統主不在の間に多くの幹部が吐鉤群らに殺され、自身も策略によって窮地に陥り、逸刀流は壊滅の危機に晒される。わずか10名となった逸刀流は、幕府および吐への復讐を誓って一時潜伏する。吐の失脚後は英を騙し江戸城を襲撃。そのことにより吐や英の追撃を受けながら、常陸へ向かうこととなった。因縁の吐鉤群を倒すも満身創痍で万次との決戦に敗北。右腕を失うも命は助けられ異国へ旅立とうとするが、凜に刺され、死亡した。切り落とされた天津の右腕は万次に移植され、最終話である作中の90年後に、万次の右腕として、凜の子孫である布由と手を取り合うことになる。
天津三郎（あのつ さぶろう）
声 - 大川透、小西克幸（壮年期）/ 秋元羊介 / 演 - 音尾琢真
逸刀流前統主。かつては無天一流でも一・二を争う剣豪だった。師・浅野虎秀と共に野盗の集団に襲われた際、浅野虎秀の実子である浅野虎行（凜の祖父）より5人多い9人を斬り伏せるも、無天一流の教則には無い二刀流で戦ったこと、使用した一本が舶来の刀であったことから破門される。その恨みから気を病み、「何代かけても我らが剣力、あの愚衆どもに知らしめよ」と言い残し狂死したとされていたが、成長とともに剣術の腕やカリスマなど、自らを上回る資質を開花させ始めた影久を恐れるあまり殺そうとしていたところを、助っ人として呼んだ旧友・阿葉山に殺害されたというのがその死の真相だった。影久は彼の正しさを信じる一方で、恥や体面に囚われた彼の姿勢を、格式と体裁を重んじた無天一流と変わらないと評して「負け犬」と断じている。
凶戴斗（まがつ たいと）
声 - 中井和哉 / 鈴木達央 / 演 - 満島真之介
天津が統主となったころからの古参で、逆立てた髪と着物の下に着用しているインナーと一体化した口元を隠すマスクが特徴の青年剣士。マトリョーシカ人形のように厚身刀身の中にもう一振り細身の刀、その刀の中にさらに小刀が納められている西洋由来の仕込み刀・グラントルコを用いて戦う。もとは百姓の出で、「凶」の苗字は自分でつけた。山育ちで、地の利を生かした戦いを得意とする。また幼少時に妹を侍に殺されたという過去があり、武士階級を憎んでいる。無天一流の襲撃に参加した際に、凜の親の形見である刀を戦利品として強奪した。その後、この刀を刀研屋に取りに来たところを凛に発見され、万次と一戦交えるが引き分けに終わる。その後、逸刀流を幕府の指南役とすることに決めた天津と袂を分かち離脱した。しかしその直後に、妹同然に思っていた遊女・恋を殺され、それが尸良の仕業であることを知る。尸良からの復讐を予想していた万次との利害が一致したために共に加賀へ向かい、甲州街道で万次を待ち伏せしていた尸良と対決し勝利した。その後、加賀で天津の窮地に駆けつけ、幕府の裏切りを知ったことから逸刀流に復帰し、吐らとの抗争や天津による江戸城襲撃に身を投じる。江戸城襲撃後は天津と合流するために常陸へ向かい、その途上で万次と戦闘中であった尸良と出会い、万次と共闘して討ち果たす。逸刀流壊滅後は剣士を廃業し、元逸刀流の糸伊と農作業に励む姿が描かれている。
阿葉山宗介（あばやま そうすけ）
声 - ふくまつ進紗（第2作）/ 演 - 石橋蓮司
隻腕の老剣士。天津三郎の友人で、影久の後見役を務める。影久の加賀行きの間は統主代行となる。天津の留守中に吐鉤群によって開かれた酒宴の場で、他の副将格の幹部と共に襲撃され、ただ一人生還した。逸刀流壊滅後は残党の一員となり、その後新たに加わった若手剣士たちのまとめ役となる。失った右腕に仕込んだ特注品の武器・断身九印（だんしんくいん）を用いた戦闘術で、常陸への道中で遭遇した偽一を苦しめた。偽一との死闘の末に敗北し、戦闘不能になったことを確認の上で放置され、今際の際にかつての旧友・天津三郎の影を見て死亡したかに思われたが、生存していた。その後、孫に引き取られて余生を過ごす。
黒衣鯖人（くろい さばと）
声 - 江原正士 / 花輪英司 / 演 - 北村一輝
天津影久を幼少のころから知る、鎧兜を身に纏った巨漢剣士。無天一流襲撃に参加し、凛の両親を殺害した。「女性への究極の愛情表現は死」と考える猟奇的感性の持ち主で、殺した自身の妻と凜の母親の生首を剥製にして肩に縫い付けていた。両肩の生首を覆い隠す布には、背中と左胸に「南無阿弥陀佛」と書かれている。凜に恋愛感情を持ち、孤児となった凜に毎日恋文を送り、最終的には凜も殺してその首を肩に縫い付け、自らも剥製となるつもりであった。凜の用心棒となった万次の最初の対戦相手であり、肩が170度まで後ろに曲がる特異体質を活かし、背後から襲いかかってきた万次を一刀両断した。しかし、万次の不死を知らず油断したところを斬られた。歌を作るのが趣味。大型の手裏剣のような武器、烏（からす）を使用する。刃が3枚のものと4枚のものがあり、中央の穴に指を入れ回転させて使う。ギョギョギョと独特な音を発する。黒衣の死後は万次の手に渡った。アニメ版では死による永遠の愛の成就という彼の美学が語られており、不死の肉体を持つ万次の存在に激昂する場面が描かれている。
実写映画版では、浅野道場の襲撃には参加せず、悲しみに暮れている凜の顔を塞ぎ、彼女を慰めている。
閑馬永空（しずま えいくう）
声 - 小西克幸 / 咲野俊介 / 演 - 市川海老蔵
逸刀流の刺客。虚無僧のような出で立ちをしており、外見は中年男性だが自分を「ワシ」と呼ぶなど老人のような話し方をする。武器は井上真改によって打たれた刀、蟲殺（こさつ）で、自身の手で刀の背に毛を植えている。また、小刀が仕込まれた鍚杖も使用する。実は万次と同じく血仙蟲により不死の肉体を持ち、既に200年の歳月を生きている。元はとある武将の下で戦国時代に活躍した侍で、戦場にて1000人以上の人間を斬っている。万次に天津の抹殺と逸刀流の乗っ取りを持ちかけ、断られると刀に塗った血仙蟲の効力を無くす毒薬「血仙殺」を使用して万次を窮地に追い込む。さらに八百比丘尼の偽者を使って凜を誘拐するが、回復した万次により解体された。アニメ版では200年前の彼の姿が描かれている場面がある。
乙橘槇絵（おとのたちばな まきえ)
声 - 能登麻美子 / 桑島法子 / 演 - 戸田恵梨香
天津影久が「揺籃の師」と仰ぐ人物で、彼のはとこに当たる女性。元の姓は春川。作中最強の一人。10歳のとき、無天一流の次期統主と目されていた兄を剣術で破ってしまい、自害に追い込んだことで母親と共に春川家から絶縁された。その後、遊女に身をやつしていたところを天津に身請けされた。その経験から人を斬ることに恐れを抱くようになる。三味線型のケースに収納された三節槍・春翁（はるのおきな）と、驚異的な身体能力で相手を圧倒する。刺客として万次を襲い、圧勝するが、万次を庇う凜を見て止めを刺さず、天津の下も去った。その後、零落した春川家を訪れ、「自分が斬るべくして斬る筈の唯一の人間」である父を殺そうとするも果たせなかった。生きる望みを失い、白川郷で身をひさいでいたところを天津に見出され、心形唐流に襲われて窮地にあった天津の元に駆けつけた。その後は天津と連れ添うが、その身は父親と同じ病に侵されている。逸刀流が六鬼団の追撃を受けた際には、足江進ら六鬼団の者をことごとく殺害しつつ、天津の元へ駆けつける。その後、天津と吐を狙った英の銃撃により重傷を負い、天津の手で船へ担ぎ込まれるも既に絶命していた。
川上新夜（かわかみ あらや）
声 - 浪川大輔 / 小原雅人
逸刀流の剣士。無天一流の襲撃に参加し、浅野虎厳殺害時に居合わせ、凜の母親の陵辱に加わった。普段は息子の練造と共に面屋を営んで暮らしており、息子に自身の素性が知られることを恐れている。縁日で面の屋台をしていたところに万次たちと遭遇、単身で住処に乗り込んできた凜を口封じのために抹殺しようとしたが、凛を追ってきた万次と交戦。無手のまま万次の武器を次々に奪い圧倒する強さを見せたが、意外なところに残っていた武器を拾われたことを見抜けず敗れた。 凜の母親や凜に死出の化粧を施すなど、独特な美的感覚をもっており、彼が製作した面には万次も関心を示した。
土持仁三郎（つちもち にさぶろう）
声 - 黒田崇矢 / 後藤光祐
逸刀流の槍使い。禿頭にワシ鼻の男。宗理邸を訪れた万次と凜を仲間数名とともに襲撃するが、絵を踏みつけにされて逆上した宗理に斬られた。柄の両端に穂がついた槍・阿吽（あうん）を持つ。折りたたみ式で、二節槍として使うことも可能であり、また、穂の片側が半円形に欠けており、これで相手の武器を絡め取ることができる。その他、松の皮にカモフラージュした無数の釣り針状の鉤を松の幹に設置し、背中を守るためにその松の木に寄りかかった相手の動きを封じる罠を用いる。
八角蔦五（もろずみ ちょうご）
声 - 園部好德 / 森源次郎 / 演 - 山口祥行
逸刀流の副将。天津影久の加賀行きに際して統主代行を務めるべく、品川から天邦道場へ向かっていたところを偽一に襲われる。同行者を殺されたのち自身も拘束され、逸刀流の内情を喋らされた挙句、首を刎ねられた。テレビアニメ版では八角鳶五と名前が若干変わっている。
実写映画版では、後をつけてきた尸良を万次と勘違いして斬りかかるが、両腕と頭を切り落とされて殺された。
隅乃軒栄（ふさの けんえい）
声 - 稲田徹 / 早川毅
逸刀流の副将。元は食い詰めの足軽同心。統主代行として道場に向かう途中、女好きの性格を利用されて百淋と真理路の芝居に騙され、毒を盛られたのち百淋に眉間を貫かれて殺された。
袋田（ふくろだ）
流れの剣士を装い、天津影久の偽物と往来で喧嘩を始めることで敵を炙り出す役を担った。偽天津を倒した万次に背後から斬りかかるも敗北する。
賽河屋（さいかわや）
声 - 新田英人（第2作）/ 演 - 清家一斗、堀田貴裕
普段は薬屋を営んでいる二人組の逸刀流剣士。天津の替え玉に引っかかった敵を始末する役を担っていたが、激昂した尸良に2人共嬲り殺しにされる。
糸伊（いとい）
声 - 前堂友昭（第2作）
逸刀流剣士で葉矢の情夫。葉矢が誘き出した敵を斬る役を担っていたが、偽一に葉矢を人質に取られ、天津の行き先が心形唐流・伊羽指南所だと吐く。その後、逸刀流を抜け、農業を営んでいる。
宇留間（うるま）
演 - 出合正幸
坊主頭の剣士。花田とは常にケンカしながら腐れ縁のようにつるむ。煙管を愛用し、巨大な鉈のような武器・鬼太鼓桴（おんでこばち）を持つ。花田と共に万次に襲い掛かるが、切り落とした片腕をおとりにした万次の策にはまり、死亡した。
花田（はなだ）
演 - 本山力
左右非対称のサングラスをかけた長髪の剣士。万次の手形入手のため、宇留間・火瓦と共に百琳の偽書簡によっておびき出される。レイピアのような形状をした二刀一組の細身の刀・燕誅丸（えんちゅうまる）を持つ。宇留間と二人がかりで万次に挑むが、奇襲に敗れた。作者曰く「ジョン・レノンをイメージしたつもりが、でき上がったのは単なるオタク兄ちゃんだった」（7巻巻末付録より）。
火瓦（ひが）
演 - 新妻聡
頭にターバンのような布を巻いた二刀流の剣士。南国趣味の大型の直刀・神刃（かむじん）と、鍔が独特の形状をした日本刀・助広 雨椿（すけひろ あまつばき）を持つ。花田・宇留間との連戦で手負いとなった万次を追い込むが、駆けつけた百琳・真理路によって倒された。
珠崎（たまざき）
声 - 山口りゅう（第2作）
中山道にて百琳・真理路の襲撃を受けた際に左目と右腕を負傷したことから恨みを募らせ、尸良からの情報をもとに万藤、稲条、志水、鬼抜と共に無骸流のアジトを襲撃した。真理路を殺害して百琳を拉致し、拷問にかけるが、百琳を救出に来た偽一に仲間を全員殺害され、自身も左腕を斬り落とされる。その後、逃走しようとしたところを百琳に斬り殺された。
実写映画版では、万藤と志水と共に無骸流の面々に殺された模様で、名前および死体でのみ登場する。
鬼抜（きぬか）
声 - 西凛太朗（第2作）
長髪に白眼が特徴の腕利きの剣士。珠崎らとともに無骸流のアジトを襲撃し、真理路を殺害した。拉致した百琳の拷問を主導し、無骸流に殺害された仲間の恨みを度々口にする。他の面々とは異なり、百琳を救出に来た偽一と一対一で対決するが、腕を切り落とされて敗れ殺された。
万藤（ばんどう）・稲条（とうじょう）・志水（しみず）
声 - 中林俊史、渡邉隼人、船木まひと（第2作）
珠崎や鬼抜らとともに無骸流のアジトを襲撃し、百琳を小屋で監禁したうえで拷問した。万藤は小屋から出たところを偽一に見つかり、小屋の居場所を喋らされた挙句に首を刎ねられた。その後、稲条と志水も連れ小便をしていたところ、百琳を救出に来た偽一が現れて瞬殺された。
奉楽喜（ぶらき）
幕府主催の酒宴に招かれた逸刀流の幹部。邪悪な面構えが特徴。吐鉤群の謀によって酒宴中に毒を盛られ、動けなくなったところを吐と偽一の襲撃を受け、死亡した。
司鞍黄十郎（しぐら こうじゅうろう）
幕府主催の酒宴に招かれた逸刀流の幹部。いかにも剣士然とした厳めしい風貌を持つ。襲撃する吐と偽一に対して目をカッと見開き応戦するが、首を刎ねられて死亡した。
久留歳田宗忠（くるせいだ むねただ）
幕府主催の酒宴に招かれた逸刀流の幹部。水玉模様の着物の男。高々としたボーダー柄の帽子の中に恐るべき武器を隠し持っていたが、不意を衝かれ死亡した。
玩蛇（がんじゃ）
幕府主催の酒宴に招かれた逸刀流の幹部。『AKIRA』の大佐のような髪と耳・鼻・唇につけたピアスが特徴。酒宴で吐と偽一の襲撃を受けて死亡した。
桐舟舞茜（きりふね まいせん）
幕府主催の酒宴に招かれた逸刀流の幹部。丸眼鏡をかけた哲学的風貌の剣士。女たちの舞を大いに楽しみ、大いに飲食したことが原因で毒にあたって斬られ、死亡した。
璃比人（りひと）
幕府主催の酒宴に招かれた逸刀流の幹部。女と見紛うばかりの美貌を持つ謎の美剣士。酒宴を襲撃した吐と偽一の手に掛かり死亡した。
羅生門鼻左衛門（らしょうもん びざえもん）
幕府主催の酒宴に招かれた逸刀流の幹部。顔全体を覆面で覆い隠した怪剣士。その素顔を見たものは死ぬといわれているが、吐らに敗れ死亡した。
亡安法師（ぼあ ほうし）
幕府主催の酒宴に招かれた逸刀流の幹部。僧侶のような装束で、不敵な面構えをした眼帯の剣士。作者によると、眼帯の下に隠されたその右目を見たものは死ぬと言われているかどうかは不明とのこと。酒宴において毒を盛られて死亡した。過去に亜門が所属していた相模大和の仲条流道場をたった一人で襲撃し、逸刀流の支配下として治めており、亜門の回想にてその当時の破天荒な強さが語られた。議を好まず、酒を呑んで暴れる一面を持っていたため、道場の多くの者は快く思って居らず、亡安死後は早々に逸刀流の看板は下ろされた。
李覺殷（り こういん）
幕府主催の酒宴に招かれた逸刀流の幹部。前方に鋭く突き出た鬢を武器とする剣士。吐の挨拶に拍手を送ったりしてるうちに毒にあたり、胴体を上下真っ二つにされ死亡した。
吉乃瞳阿（よしの どうあ）
声 - 釘宮理恵（第2作）
まだ幼さの残る少女剣士。もとは内地の人間で、蝦夷のアイヌの村で育てられたが、村の慣習になじめず夷作と共に本州へ逃れてきた（アニメ版ではアイヌ人となっており、内地の人間を敵視したり、無天一流道場での生活時に村の風習を持ち込むなどの描写が見られる）。その後は野盗をしていたが、天津影久に追剥を行おうとして返り討ちにあい、天津の人柄に惚れ込んで逸刀流に加わった。槍の穂先を改造した短剣・イペタムと、十手の先を尖らせたキウラコンタという2つの武器を持ち、戦闘では目にも止まらぬすばやさで相手を翻弄する。また、鉄板入りの帽子を着用し、頭部の防御に用いる。逸刀流の残党となった後、宿を求めて夷作と共に無天一流道場に現れ、凜と互いの素性を知らぬまま共同生活を送った。その後、自身の素行が元で役人に捕らえられた夷作を救出するため、凜と共に江戸城地下へ潜入し、万次の救出にも協力する。救出成功後は夷作と共に逸刀流を脱退し、南方へと旅立った。凜のことを最初は小馬鹿にしていたが次第に心を開き、旅立ちの際に「別れても再び出会う」という意味の意匠を彫った短刀・ウルカラカンナスイと愛用の剣を凛に贈った。
八苑狼夷作（やそのおおかみ いさく）
声 - かぬか光明（第2作）
瞳阿と共に蝦夷から逃れてきた大男。巨体に似ず純朴な人柄で、世間知らずで無鉄砲な瞳阿に振り回されながらその面倒を見る。元は異国の宣教師の息子で、本名はフェニーチェ・イサーク・カルワーリョである。戦闘時は手甲など軽装の鎧を身にまとい、その防御力と怪力を生かした格闘を用いる。役人に目をつけられた瞳阿を庇って役人に捕らえられたのち、不死力解明実験の犠牲となったが、不死力を得て生還した。ただし不死力はその後薄れ、身につかなかった。万次の救出に助力した後、瞳阿と共に南方へ旅立った。「八苑狼」という姓は瞳阿と旅立つ時に宣教師の父親が授けたもので、「耶蘇の大神（キリスト教の神）」のことである。アニメ版では瞳阿と知り合った際、瞳阿が本名のうち「イサク」しか聞き取れないと言ったことから「じゃあイサク（と呼ん）でいい」と答えている。
馬絽祐実（ばろ すけざね）
声 - 福田賢二（第2作）
顔面に真一文字の疵のある剣士。刀身に複数の穴が開いた長大な野太刀・杉ノ明露（すぎのあけつゆ）を持つ。天津の依頼で乙橘槇絵の居場所を探すなどの諜報活動を行う。その後壊滅状態になった逸刀流残党10人の一人となり、六鬼団の一人・佩矢坊から襲撃を受けるが撃退。しかし万次と風貌が似ていたため、この時に作られた人相書きをもとに万次が六鬼団の襲撃を受けることになった。元は「志田祐実」という名の幕臣で、月慈という名の許婚もいたが、すべてを捨てて逸刀流に入党したという過去を持つ。江戸城襲撃において撤退中に銃創を負うも、旧友とその部下十数人を殺害し、相討ちで死亡した。実写映画版では登場しないが、酒宴の場において彼の持つ野太刀のような刀を持っていた剣士がいた。
果心居士（かしんこじ）
声 - 佐々木梅治（第2作）
「水科（みずしな）先生」という名で江戸市中で薬屋を営みつつ、密かに諜報活動を行う老人。凜・瞳阿の江戸城潜入に陰ながら協力し、怖畔を援護に差し向けた。江戸城騒動の後、常陸へ向かう阿葉山・若手剣士らに随行する。その道中、自らが「山の民」であることを利用し、故郷である筑波山南麓で追走する六鬼団の伴殷六と杣燎らを迎え撃つ。伴を破り、その後ただ一人残った燎を前に勝利寸前まで追い詰めるも、自らの仕掛けた罠を逆に利用され敗れた。
怖畔（おずはん）
声 - 和泉祥二（第2作）
南方系の装束の男で、常に仮面をかぶっており素顔は見せない。身体能力が極めて高く、仮面に仕込んだ特殊な笛で耳障りな音を発し周囲を混乱させるなど、奇襲戦法を得意とする。果心居士の命を受け、凜・瞳阿の江戸城潜入に助力した。後、天津、凶、馬絽と共に江戸城襲撃に参加する。撤退中に行方不明となるが、最終話にて阿蘇で瞳阿、夷作と再会する。まともな日本語は話さないが、瞳阿など逸刀流の数名とは会話が成立している模様である。
圭反藤諒（かそり ふじあき）
逸刀流の残党。20人の仲間を殺害した万次に対するけじめとして、凶・把山とともに万次をおびき出し、万次に同行していた偽一と対峙する。先端のみ両刃になっている鉤状の刀剣・鯱鉤（しゃちばり）を武器にし、互いの肉を抉りあう死闘を演じるも、最後は鎖により首を絞めつけられ、苦悶のなか絶命する。
把山繰重（わやん くりしげ）
逸刀流の残党。隻眼の元マタギ。若いころに熊を突き殺したことがある。閑馬永空の遺品から刀・井上真改 蟲殺（いのうえしんかい こさつ）と血仙殺を持ち出して万次を追い詰めるも、回復した万次に敗れる。
亜門國光（あもん くにみつ）
声 - 野口雄介（第2作）
門下生。元は仲条流という相模大和最大規模の道場の剣士であり、門下生たちのまとめ役の一人。太った体型で、叢咲曰く「お相撲さん」。常陸へ向かう最中に追撃に来た六鬼団と交戦し、叢咲と相打ちして果てる。
品田（しなだ）
声 - 瀧村直樹（第2作）
門下生である禿頭の男。冷静かつ理知的な性格で、道中に六鬼団の動きについて阿葉山から尋ねられたり、阿葉山を六鬼団から逃がす作戦を立案するなど、門下生のまとめ役の一人として働く。襲撃に来た荒篠と交戦し、片腕を失いながらも決死の攻撃を仕掛けるが常人離れした荒篠の装甲に刃届かず敗北し、死亡する。
有臼（ありうす）
声 - 鷲見昂大（第2作）
門下生の剣士。鷲鼻が特徴。門下生の中では剣力が特に優れた三人のうちの一人。阿葉山を討ちに現れた百琳と交戦し、敗死。
冶刀院（やとういん）
声 - 上村祐翔（第2作）
門下生。童顔で柔和な顔つきだが、門下生の中では有臼、鼓田と並び抜きんでて剣力が優れていると品田に評される。義母を犯そうとして家を叩き出された過去があり、剣力を磨いて兄と父親を斬り義母を我が物にする目的で逸刀流に入った下劣な内面を持つ。有臼を斃した百琳と交戦し、押さえつけて犯そうとしたところを援護に現れた御岳に斬られる。
鼓田（こだ）
声 - 江頭宏哉（第2作）
門下生。揉み上げに繋がった口髭を顔に生やしている。門下生の中では特に剣力に優れた三人の内の一人。百琳と交戦し至近距離から放たれた矢を避けるなど優れた瞬発力を見せるが、避け方の癖を見切られ、額に矢を受けて斃れた。
勝又新吾郎（かつまた しんごろう）
声 - 前堂友昭（第2作）
門下生。無精髭を生やした男。六鬼団による逸刀流道場襲撃時には燎と交戦するも敗北し傷を負う。常陸へ向かう途中の六鬼団襲撃の折には呉嘉が敗れた後に足江進に挑むも、敗死する。たんぽぽ曰く「地味め」、燎曰く「弱くはないが負ける気はしない」とのこと。
呉嘉（くれひろ）
声 - ハーゲン（第2作）
門下生。元はオランダの商船員で遭難後、相模大和の仲条流道場に拾われた過去を持つ。六鬼団の襲撃の折には似たような背景を持つ同郷の足江進と交戦し、死闘の末に敗れる。
谷津芝（やつしば）
門下生。常陸へ向かう途中に襲撃に現れた荒篠により討たれる。
舞良（まいら）・佐竹（さたけ）
声 - 古賀明（第2作）
門下生。常陸へ向かう途中に襲撃に現れた荒篠と交戦し、敗死する。

## 無骸流
尸良（しら）
声 - 三木眞一郎 / 奈良徹 / 演 - 市原隼人
太陽柄の着物を着た剣士。江戸期日本橋の長浜出身。16歳から金銭と引き換えに人を殺して生活していた。相手の四肢を切断して無抵抗状態にしてからの弄り殺しを好み、女を犯しながら刺殺するという手口で性的快楽を得るなど、残虐非道な性格である。白鞘で刀身の背が鋸刃になっている直刀・ホトソギ（女陰削ぎ）を持ち、鋸状の刀身は嬲り殺すのに使用する。百琳加入の半年ほど後に無骸流に入り、30人以上の逸刀流剣士を殺害した。万次を捜索していた際に、凶が懇意にしていた遊女・恋を惨殺したことから、凶から仇として狙われる。その後、万次の元を訪れて共闘を持ちかけ、共に宿場町で天津影久を待ち伏せるが、替え玉に欺かれて逆上し、刺客2人を弄り殺した上に替え玉の遊女を拷問・強姦し、それを咎めた凜をも手にかけようとしたため、万次に右腕を斬り落とされた。この時の万次への恨みから、自分で右腕の傷口の肉を削ぎ落とし、骨を削り上げて鋭利な凶器に仕立てた。この苦痛によって白髪となる。さらに逸刀流に無骸流の情報を売って手形を入手し、甲州街道で万次を襲うが、万次が連れてきた凶に阻まれ、死闘の末に今度は左手を切断され滝壷に落とされた。それでも左目の視力と痛覚を失いながらも生還し、幕府に拾われ、川上練造に身の回りの世話をさせながら江戸城地下に幽閉されていた。凜と万次が江戸城から脱出する際に姿を現し、万次の左腕を奪って復讐を宣言し、混乱に乗じて江戸城を脱出する。常陸への道中、雪の中で凜を人質として沼に浸けた状態で万次と再戦。万次の左腕を移植されて不死となっていた。凛の窮地を知り戦いを放棄した万次を追う途中、凶戴斗の乗る馬にはねられ、凶と再戦する。不死の優位で凶に手傷を負わせたところに目黒が乱入する。動きの速い目黒を捕まえたところに、たんぽぽに救われた万次が戻ってきて再戦。戦いを優位に進めるも右目を潰され、そこに凶が馬で乱入し、最後は万次に仕留められる。凶によって万次の左腕は奪還され、練造の眼前で、雪の中で野犬の群れに食われて果てる。
百琳（ひゃくりん）
声 - 豊口めぐみ / 林真里花 / 演 - 栗山千明
金髪・高下駄で姉御肌の美女。「にゃはは」と特徴的な笑い方をする。真理路と組んで逸刀流を狩っていた。腕に装着した折りたたみ式のボウガンのような武器・群踏（ぶらふま）で猛毒が塗られた矢を放つ。高下駄には小刀が仕込まれている。万次達と接触後、加賀へ向かった凜を追う万次に手形を手に入れさせるため、偽の書簡を使って手形を奪おうとして逸刀流をおびき寄せ、さらに彼らとの戦いで窮地に陥っていた万次を助ける(奪った手形は血に染まって役に立たなかった上、宗理からは「自分のところにくれば、手形などいくらでも出した」と言われた)。その後、尸良の裏切りで逸刀流数名に拉致され、苛烈な拷問・陵辱を受けるが、無骸流の黒幕については吐かず、偽一により救出された。無骸流解党後、行方不明の万次を探し出そうとする凛に協力し、囚人たちの家族を扇動して江戸城を混乱に陥れ、万次の救出に力を貸した。逸刀流に拷問・陵辱された際に妊娠しており、偽一がその子を育てることになった。逸刀流が常陸へ向かう際には、身重ながらも偽一と共に追撃に参加し、逸刀流門下生らと交戦する。元の名は、武家・早川霞江斎（はやかわ かこうさい）の妻・早川百（ひゃく）。夫が後継になれないことを理由に娘を、病弱を理由に息子を斬り捨てたため、我を失って夫を刺殺し、死罪人となっていたところを吐に身請けされた。宗理とは夫を通じての知り合いで、普段の飄々とした態度と裏腹の、真面目な一面を指摘されている。金髪は地毛ではなく、髪についた息子の血を落とそうと南蛮の薬で脱色したものである。普段は黒髪の鬘を被っている。
真理路（しんりじ）
声 - 内田夕夜 / 小林親弘
百琳と共に行動する冴えない男。背中に薔薇の柄がある着物を着ている。もとは呉服問屋の丁稚で、盗みを働いて死罪人となった後、無骸流に加わり百琳の補佐を務める。羅紗緬の娘だった母と同じ金髪である百琳に母の面影を見出し惚れているが、なかなか言い出せずにいた。尸良の裏切りで逸刀流の襲撃を受けた際、数名を相手に大立ち回り百琳を救おうとするが、最後は鬼抜に斬られ、ダイイングメッセージを遺して死亡した。
偽一（ぎいち）
声 - 森川智之 / 白熊寛嗣 / 演 - 北代高士
スキンヘッドに黒い丸眼鏡をかけた男。元は船大工であり、病に侵された息子の薬代のため盗みを働き、死罪人となった後、無骸流の一員となった。手錠のような独特の形状の鎖鎌・錦連 三途ノ守（かねつち みとのかみ）を使い、60人もの逸刀流剣士を殺害した。冷静かつ寡黙な人物で敵には容赦しないが、使命で傷を負い戦えなくなった百琳を気遣い、情婦を庇って情報を洩らした逸刀流の剣士糸伊を見逃すなど、人情を解する面もある。東海道にて襲撃した糸伊から、天津影久が加賀にある心形唐流の道場へ向かっていることを知り、凜にそれを告げる。天津影久の加賀行きの間、吐と共に統主不在の逸刀流を騙し討ちにし、副将格9名を殺害。また加賀から戻った万次を吐のもとへ連れて行くことを条件に、百琳を放免させた。無骸流解党の後、息子の死と帰属すべき組織の解体によって生きる望みを失い、浮浪者として生活していたが、百琳に発破をかけられ、凜に万次救出のための情報を提供した。その後、恩義ある吐に報いるために六鬼団と共に常陸へ向かう逸刀流の追撃に加わり、阿葉山との死闘の末に勝利を収める。その後、満身創痍の状態で槇絵と戦うも右腕を切り落とされ敗北した。逸刀流壊滅後は下駄の商いを行っている。
真琴（まこと）
声 - 羽多野渉 / 梅田修一朗 / 演 - 平岡拓真
芳町で男娼をしていたところを身請けされた少年。密偵として逸刀流に潜入し、阿葉山の世話役をしながら無骸流に情報を流していた。阿葉山自身も真琴が密偵であることには気づいていた。逸刀流壊滅ののち姿をくらましていたが、阿葉山に見つかり、斬りかかったところを返り討ちにされ、死亡した。
葦屋（あしや）・葛屋（くずや）
声 - 鈴木琢磨、田中完 / 井川秀栄、田島章寛
籠持ちに偽装した2人組。籠に乗せた凶を暗殺しようとするが、返り討ちにされ、2人とも死亡した。死に際に首謀者の名を問われ「アカギ」と言い残した。吐曰く「二人でようやく一人前」。
吐鉤群（はばき かぎむら）
声 - 菅生隆之 / 中田譲治 / 演 - 田中泯
幕府の新番頭。柄に龍の紋様が刻まれた太刀・鴉鷺（あろ）を持つ居合の達人で、純粋な剣の腕では作中最強の一人。万次には「ヒゲ」と呼ばれる。家族に正妻の志摩と息子の索太郎がいるほか、愛人の香（きょう）とその隠し子・燎がいる。天津に逸刀流を幕府の剣術指南役とする話を持ちかけるが、その裏で無骸流を使って逸刀流剣士の暗殺工作を進めていた。天津が加賀にいる間に、逸刀流の幹部を集めた宴席の場で食事に毒を盛り、動けなくなったところを偽一と共に斬殺して逸刀流を壊滅状態に追い込んだ。また、万次の不死に興味を抱き、万次を江戸城地下に監禁し、夥しい数の罪人を犠牲にして不死力解明のための人体実験を行うも、凜と瞳阿の潜入により失敗し、自身も左目を失った。城下を混乱に陥れた責任を問われて切腹を命じられるが、それまでの期日を逸刀流の殲滅に費やすことを決意し、新たに私兵隊・六鬼団を結成、逸刀流残党の捜索と統主・天津影久の追討に執念を燃やす。那珂湊にて天津と死闘を繰り広げ、敗死した。

## 心形唐流
伊羽研水（いばね けんすい）
演 - 山﨑努
加賀藩主・前田家の剣術指南役であった伊羽軒秋（いばね けんしゅう）により開かれた新興流派の2代目師範。重い病により、余命僅かとなっている。逸刀流の考えに共感し、師・軒秋の忘れ形見でもある自身の養女・密花を天津が娶ることを条件に、心形唐流を逸刀流の傘下に組み入れることを提案する。しかし、直後に密花の命を形に幕府から脅され、やむなく門下生に天津を襲わせたのち、天津の目の前で自害した。
伊羽密花（いばね ひそか）
伊羽研水の養女。実父は心形唐流創始者・伊羽軒秋。難病を患い、命を繋ぐため劇薬を服用し、その副作用によりほとんど眼が見えない。温厚な気質で門下生たちから慕われるが、内心では山奥で亡き実父のしがらみに翻弄される己の境遇に絶望している。いつしか自分を解放してくれる者の来現を切望するようになり、天津影久にその姿を重ねた。心形唐流の仇となった天津の逃走を助けた後、研水の後を追うように自害した。
入谷（いりや）
声 - 青木崇（第2作）
門下生。どもりがあるが、剣の腕は門下生の中でも随一。密花に恋心を抱いており、天津の来訪を快く思っていなかった。師と密花の自死を天津のせいだと考え、他の門下生と共に手負いとなった天津を追い詰めるが、駆けつけた乙橘槇絵に阻まれる。最後は隻腕となり、満身創痍の天津と一騎討ちを挑んだが、天津の捨て身の攻撃に敗れた。
虎杖（こづえ）
声 - 平修（第2作）
門下生。落ち着きのある人物で、入谷の諌め役。伊羽親娘の仇を討つべく、一党で天津を湖畔まで追い詰めるも駆けつけた凶に阻まれる。激闘の末に致命傷を受け、心形唐流の壊滅を目にしながら息絶えた。
遠野（とおの）・滝（たき）
声 - 瀧村直樹（第2作）
門下生。遠野は短髪、滝は長い前髪の男であり共に行動することが多い。入谷と同じく天津の来訪を快く思っておらず、研水死後に門下生たちを率いて天津を追跡。凛と天津を追い詰めたところ、その場に居合わせた万次と対決。敗死した。

## 不死実験関係者
綾目歩蘭人（あやめ ぶらんど）
声 - 草尾毅（第2作）
鎖国令を破り7年間異国で医術を学び、帰国後投獄されたところを吐により召抱えられた医師。万次の不死力の解明ができなかった孟膳の後を継ぎ不死力解明の人体実験を行う。出羽介の実験が最終過程で失敗し彼が死んだことから医者と研究者の間で葛藤し、精神を病んでいく。実験によって三百近くの囚人を殺め、凜によって万次が救出されたのちは、自身の行為を悔い、囚人の遺族を訪ねて回る雲水となった。その道中で万次たちと再会する。
孟膳（もうぜん）
不死力解明のために歩蘭人とともに吐に連れてこられた古方派の医師。万次の生体解剖を試みるも失敗、錯乱して去る。
出羽介（でわのすけ）
声 - 北村謙次（第2作）
盗人（スリ）をはたらいた死罪人で、歩蘭人らによる最初の不死実験の実験台。穏やかな性格で、同じ実験台である万次や医師である歩蘭人と交流する。万次と四肢を交換するという過酷な実験の末、一時的に弱い不死力を得るも著しく衰弱。不死力の程度を検分しようとした吐に胸を貫かれ、そのまま死亡した。
虎右ェ門（とらえもん）
声 - 中林俊史（第2作）
吐に不死解明実験の助手を命じられた、血生臭いことが苦手な基本的に善良な男。死体の山を築く地下での日々に憔悴し、実験の正当性に疑問を抱くようになる。助手職を後進に譲ろうとしていたとき凜に出会い、万次と囚人たちの救出を決意。その手引きを行った。
狩小澤（かるこざわ）
声 - 橋本信明（第2作）
江戸城の地下牢の番を行う牢屋同心。万次を縛した鎖を巻き上げ宙づりにする任を負う。歩蘭人の出羽介を思いやる言葉に感動したり、検分を受けそうになった虎ェ衛門らを機転を利かせて助けるなど、人情味のある人物。
山田浅右衛門吉寛（やまだ あさえもん よしひろ）
声 - 岩崎ひろし（第2作）
斬首請負人。通称「首切り浅右衛門」。不死力解明の人体実験を手助けをする。弟子に弁鬼（べんき）という大男がいる。飄々としてとぼけた感じの人物であるが、剣術の達人であり、鉄を寸断する「斬鉄」という技をもつ。凜の江戸城潜入の際に、万次の前に立ちはだかったが、死闘の末に死亡した。死の間際に辞世の句を遺し、弁鬼によって世に伝えられた。
弁鬼（べんき）
声 - 乃村健次（第2作）
浅右衛門の弟子である巨漢。不死実験のでは師である浅右衛門の補佐を務める。囚人の集団脱走時に実験の影響で不死となった夷作と対決し敗れる。敗北後は洪水に巻き込まれたものの生き延び、浅右衛門が万次との戦いで口にした句を辞世の句として世に伝える。
厨生（くりふ）
不死実験の実験台となった囚人。死罪人ではなく、好奇心で自ら実験台になることを志願した変わり者。逸刀流に友人がおり、万次の存在とその不死能力を知っていた。不死実験に失敗し、手が腐れ落ちて惨死する。
鵺一号（ぬえいちごう）
脱出間際の万次らの前に現れた怪物。不死の体のほか様々な加工が施されている。実験過程で正気を失っており、両腕に取り付けられた刃物状の武器・ガザミで視界に入った者を無差別に襲う。凜、万次、瞳阿と夷作、4人の共闘により倒された。

## 六鬼団
杣燎（そま りょう）
声 - 田中有紀（第2作）
吐の隠し子である女性。切腹を命ぜられた父に殉じようと、佩矢坊の空席を埋める形で六鬼に入団する。花組の中では唯一死罪人ではない。刀・太郎坊（たろうぼう）と脇差・僧正坊（そうじょうぼう）を持つ。父から剣の手解きを受けており、初の実戦で逸刀流・勝又を切り伏せた。吐の正妻・志摩と息子・索太郎の死後、吐家の娘として認知を受け、六鬼団の一員として逸刀流の追撃を行う。筑波山にて果心居士を討った後は、燎の命を慮る吐により監禁されたが抜けだし、那珂湊にて吐の元に辿り着くも、英らの銃撃により射殺された。
佩矢坊（はいやぼう）
六鬼団花組の一人。独特の仮面を被る薙刀遣い。御公儀支給品の薙刀・二十拳之槍（はとつかのやり）を用いて夜道を行く馬絽を襲うも返り討ちにあう。
伴殷六（ばん いんろく）
声 - 楠見尚己（第2作）
六鬼団花組の一人。ガンマンのような風貌で葉巻をくわえている。幕府からの持ち出し品であるフリントロック式連発前装銃・大那須挺（ダイナスティ）を腰に1丁、外套の下に10丁の計11丁所持している。逸刀流捜索の折には雪待に訪れ、女将の兼に銃を突き付けて脅すが、英の命を受けた恵那により追い返させられた。筑波山の戦いにて燎と共に果心居士を追うも、あらかじめ居士により迎え撃つべく案じられた「壷」の策にかかり、身体の自由を奪われる。その後相対した果心居士を前に、自らの足を撃ち抜く気概を見せながら抗うも、狙いの正確さが逆に仇となり敗死した。
荒篠獅子也（あらしの ししや）
声 - 楠大典（第2作）
六鬼団花組の一人。カイゼル髭の容貌魁偉な大男。重さ30キログラム近くある大振りの双斧・ワスボールドを操り、顔や腕など一部を除いた全身を鎖や鉄鋼で覆う。吐から命令を受けて万次と対戦し、一度は勝利寸前までいくものの、凛の機転により万次が復活。死闘の末に敗れた。元はオランダの商船員で本名は「レウ」。死罪になりかけていた足江進を弁護して救うも、代償として自身の所属する商船が商談禁止となり、その報復として仲間から私刑を受けて頭を割られて足江進と共に海に投げ出されたという過去を持つ。厳つい外見ながらも信心深い面があり、万次のことを「悪魔」「神の定めた摂理において許されぬ男」と忌み嫌う一方、死罪になりかけた足江進の命を救う、年若い娘である凜を殺すのを躊躇うという慈悲のある人物でもある。
弩馬心兵（どま しんへい）
声 - 山橋正臣（第2作）
六鬼団花組の一人で、中華風の風貌をしている。出島に流れ着いた琉球人からヌンチャクの技術を教わり、アオナギ・ティンナギというヌンチャクを操る。通常状態はアオナギで、四節にした状態はティンナギと称する。任務においては足江進と共に行動することが多い。足江進、御岳らと共に槇絵に挑むが、頭を刎ねられ死亡した。
八宗足江進（はっしゅう たりえしん）
声 - トム・S（第2作）
六鬼団花組の一人。十文字槍に似た御公儀支給品の武器・ヴォーホルベルスフリッカーを操る片目の男。長髪、バンダナでパンキッシュな格好をしている。元は遭難したオランダ商船員で、日本語は話せない。遭難して盗みを働き死罪となったところを荒篠の弁護により救われるが、そのために不利益を被った荒篠の同船の者たちに私刑を受けて、片目を潰され荒篠とともに海に投げ落とされたという過去がある。そのため海や船が苦手という設定である。弩馬、御岳、蛇組4人と共に槇絵と交戦するが、返り討ちに遭い死亡する。恩義ある荒篠のことを最後まで気に掛けていた。
叢咲正造（むらさき しょうぞう）
声 - 越後屋コースケ（第2作）
六鬼団花組の一人。頭巾を被った出っ歯の男。逸刀流門徒の縁者であれば、市井に生きる者でも躊躇なく拷問にかける残忍な性格をしている。逸刀流の隠れ家を割り出し、酸を仕込んだ武器・悪杖 雨甘露（あくじょう うかんろ）や悪玉 叢咲海胆（あくぎょく むらさきうに）で逸刀流門下生の亜門をいたぶり殺すが、一瞬の油断を突かれて道連れにされ、死亡した。
目黒（めぐろ）
声 - 佐古真弓（第2作）
吐の配下にあるくのいちで、六鬼団とともに行動する。宗理に想いを寄せており、絵心はないが彼の弟子に収まり、吐の死後は宗理の家に戻っている。驚異的な脚力の持ち主。料理は下手。凶からは「ただ疾いだけの女」、尸良からは「顔と足だけの女」と散々な評価を受ける。本名は「こと」。
たんぽぽ
声 - 尾身美詞（第2作）
目黒とともに行動するくのいち。宗理の弟子で絵心があり、佩矢坊を倒した馬絽祐実の人相書きを作成した。驚異的な視力の持ち主。魅力的な肢体を有し、妬む目黒からしばしばブタと形容される。本名は「麗（うらら）」。吐の死後は目黒と共に、宗理の弟子として暮らすことになる。
御岳（みたけ）
声 - 三上哲（第2作）
吐の腹心。吐の不死実験の補佐や逸刀流討伐に従う。尸良に対して、不死に関する情報と武器を提供する。ブーメラン形の手裏剣・二ツ畏刀（ふたつくまとう）を武器にする。弩馬、足江進、蛇組との連携で槇絵に挑むが、右腕を切り落とされて敗北。吐の死後、殉じるために凶に介錯を頼み切腹して果てた。

## 幕府関係者
斉藤応為辰政（さいとう おうい たつまさ）
声 - 近藤隆（第1作）
町の夫である勝川家同心の武士。寄り合いの席で腹痛を発し、町に介抱されながらの帰路で万次と遭遇する。堀井重信の不正を聞いて万次に一定の理解を示すが、堀井の番方であった斉藤の父親が責任を取らされて切腹したこと、99人の同僚を斬られていることから万次に刃を向ける。町の登場によって動揺した万次に襲い掛かるが、逆に斬り殺された（万次が町の兄であることには気づかなかった）。万次の右目の傷は、この時に付けられたものである。2本の刀を柄の部分で接続して一本にするという特異な武器を使う。この刀は斉藤の死亡後、万次の手に渡り、「妹守辰政（いものかみたつまさ）」と命名された。
宗理（そうり）
声 - 関俊彦 / 関智一
浅野虎厳の幼いころからの友人。本業は絵師だが、実は幕府の隠密で非常に腕が立つ。芸術に人生を捧げており、隠密になったのも鎖国下で西洋の絵画を入手するためであった。凜に助力を請われ、剣での協力は断ったが、代わりに資金を提供し、その後も万次に交通手形を発行するなど助力する。芸術家肌で身の回りのことは何もできず、妻もいないため、家事は一人娘の辰に任せきりにしている。百琳の夫であった早川霞江斎とは交友関係で、百琳とも面識があった。
第2作で演じている関智一は第1作で主人公を演じている。
島田弥兵衛（しまだ やへい）
声 - てらそままさき（第2作）
小仏の関の奉行。惣八の義妹を騙る凜をいぶかしみ、縁者一切の調書を手に詳細まで詰問した。一切ボロを出さず、帝王切開の痕まで晒した凜の胆力に感心し、通行を許可した。
咲楽（さくら）
声 - 川本克彦（第2作）
江戸城地下に詰めていた役人。嗜虐的な性格で、自作の罠にかかった凜を私刑にかける。凜たちを追ってきた怖畔にめった刺しにされ死亡。
アニメ第2作では殺され方が異なり、瞳阿によってめった刺しにされる。
綾目崎久之進（あやめ きくのしん）
声 - 斧アツシ（第2作）
歩蘭人の兄で幕府の御典医。万次救出の影響で起きた洪水に巻き込まれた歩蘭人を間一髪のところで救い、医師としての在り方を諭した。
毛利（もうり）・呉（くれ）
幕府の御典医。毛利は髭面の中年男性で呉は老人。両者とも果心居士の友人。歩蘭人を嫌っており、罵声や嫌味を浴びせたり、酒の席で悪口を言う。
英于彦（はなぶさ うげん）
声 - 二又一成（第2作）
元は吐の配下であった男性。吐の失脚と共に新番頭に就任する。武力より策略・交渉を重んじる性格で、尸良を利用しようとしたり、天津と対面して江戸から去るよう求めるなど暗躍する。また、吐を追い詰める様々な策を巡らしていた。後に天津らによる江戸城襲撃を受けて失態を晒し、配下の「懸巣」を放ち逸刀流追撃に乗り出す。那珂湊にて天津、吐らを銃撃するが、槇絵を殺したことにより激怒した天津によって両断され死亡した。
雲霧仁左衛門（くもきり にざえもん）
声 - 広田みのる（第2作）
大番組頭。江戸城を襲撃した天津と対峙するも瞬殺される。英のことを「カス」と見下している。
鬼龍院櫂（きりゅういん かい）
声 - 松田裕市（第2作）
小姓組頭。雲霧と共に江戸城を襲撃した天津と対峙するが剣を振るう間も無く首を刎ねられた。
定政（さだまさ）
幕臣。馬絽と月慈の幼馴染みであった男。馬絽と相打ちになり死亡する。馬絽を憎みつつも、幼馴染みとしての情を最後まで捨てきれなかった。
恵那（えな）
声 - きそひろこ（第2作）
英配下の「懸巣」のリーダー格の女性。関西弁を用いる。天津と英の交渉の席では他の懸巣の者たちと共に芸者に扮して、交渉決裂時における天津暗殺の任を帯びていた。英の命により常陸へ逃避行する逸刀流の追撃および吐の妨害を行う。英の配下ではあるが、「公儀の者」という信念が強く、それに合わぬ英の命令に背く一面を持つ。那珂湊にて部下の諫早（いさはや）、菟田（うた）を率いて天津、吐らを銃撃。重傷を負った槇絵に部下たちを討たれて自身も串刺しにされるが、英を斬ろうとする槇絵の武器を最期まで離さず、死亡した。
三猪（みずま）
英配下の「懸巣」の一員。常陸への道中に尸良に遭遇し、斬ろうとするも返り討ちに遭い、陵辱の挙げ句に惨殺された。

## その他
八百比丘尼（やおびくに）
声 - 京田尚子、巴菁子（偽者）/ 真山亜子、伊沢磨紀（偽者）/ 演 - 山本陽子
万次を不死にした謎の老婆。自身も不死の体を持ち、作中にて既に800年の歳月を生きている。両親の墓前で仇討ちを誓っていた凜に万次を紹介し、用心棒にするよう促した。伝説上の八百比丘尼については八百比丘尼を参照。
町（まち）
声 - 坂本真綾（第1作） / 演 - 杉咲花
万次の妹。夫・斎藤辰政が万次と斬り合い、返り討ちにされるのを目の当たりにした結果、気がふれて幼児退行してしまう。その後、万次に養われていたが、新鮮組・司戸菱安によって拉致され、万次の目の前で斬られた。
辰（たつ）
声 - 白石涼子 / 佐伯美由紀
宗理の娘。かなりのしっかり者で、生活力に乏しい父親に代わり家事全般を取り仕切る。一時呉服屋の次男へ嫁入りしていたが、勝気な性格が災いし、ほどなく離縁して宗理邸に戻った。
序仁魚仏（じょにぃ ぎょぶつ）
声 - 喜安浩平（第1作）
キリシタンの司祭風の恰好をし、懺悔に来た罪人を騙し討ちにするのを得意とした賞金稼ぎ。賞金首の万次を騙し討ちにしようとするが、返り討ちにあう。
司戸菱安（しど ひしやす）
声 - 伊藤健太郎 / 中野泰佑 / 演 - 金子賢
浪士組「新鮮組」の副将。弟・序仁魚仏の仇である万次を恨む。町を攫い決闘を要求するも相手にされず激昂、万次の目の前で町を斬殺する。結果、一瞬で解体された。二股となっている鎖で繋がれた刀身が十手のように枝分かれしている二刀、四道（しど）を持つ。司戸の死後は万次の手に渡り、鎖が外され、刀身と柄の間の部分に丸い孔が空けられた二振りの刀となった。
浅野虎厳（あさの たかよし）
声 - 川島得愛 / 古賀明 / 演 - 勝村政信
凜の父で無天一流・浅野道場師範を務める。凜の14歳の誕生日の晩、逸刀流に道場に攻め入られる。軍門に下ることを拒み、黒衣鯖人に両肩を切り裂かれて殺害された。
浅野時（あさの とき）
声 - 小松由佳 / 加納千秋 / 演 - 真飛聖
凜の母。無天一流壊滅の夜、凜の眼前で逸刀流の面々により陵辱を受け、そのまま拉致される。その後、黒衣鯖人に殺害され、首だけの剥製として黒衣の左肩に縫い付けられていた。
浅野虎秀（あさの たかひで）
声 - 八木光生（第1作）/ 演 - 菅田俊
約50年前の無天一流の師範で、凜の曽祖父にあたる人物。野盗の集団に囲まれたところを子の虎行と天津三郎により守られたが、天津の剣を邪道と断じ、破門にした。
浅野虎行（あさの たかゆき）
声 - 篠原大作 / 金尾哲夫 / 演 - 大西信満
凜の祖父。天津三郎の破門により、無天一流の免許皆伝を受ける。子・虎厳に道場を継がせ、凜が生まれた後も件の破門を悔い、その過ちが一族の災いとならないことを祈っていた。
川上練造（かわかみ れんぞう）
声 - くまいもとこ / 村瀬歩
川上新夜の息子。物心つく前から母と暮らしていたが、母の死後、今まで面識のなかった父のもとに身を寄せるようになった。父が逸刀流であることを知らず、万次が父を殺害したところを目撃し、万次を刺して敵討ちをしたと思い込んでいた。紆余曲折を経て江戸城地下に投獄され、両手を失った尸良に使役されることになる。尸良の死後は宗理の元で絵の修行を行う。
恋（れん）
声 - 千葉紗子 / 白石涼子 / 演 - 加藤千果
逸刀流昵懇の女郎屋・雪待の遊女。母親の薬代を稼ぐために働く。凶戴斗に恋心を抱き、所帯を持つことを夢見ていたが、尸良の拷問を受け、惨殺された。
静（せい）
声 - 北西純子（第2作）/ 演 - ちすん
早くから親を亡くし、病の兄を抱え食い詰めて雪待の女郎となる。天津の囮役として尸良と凜を誘き出し賽河屋に引き合わせるが、尸良に右足を斬られ蹂躙される。その後、兄と共に首を括った。
葉矢（はや）
声 - 幸田夏穂 / 田中晶子
雪待の女郎。凶に恋を殺した尸良の着物の柄を教えた。その後、天津の囮となって誘き出した偽一に人質にされるが、糸伊が天津の情報を売ったことで命拾いする。その後も雪待で働く。
八重（やえ）
雪町の新造。女装して加賀に発ったとされる天津の囮となった3人の遊女の一人。誘き出した百琳に散々胸を揉みしだかれるも、無傷で解放される。
中屋 惣八（なかや そうはち）・砂登（さと）
声 - 桐本拓哉、新千恵子（第2作）
宿屋を営む夫婦。関所に繋がりがあり、金を受け取る代わりに手形の降りない人間を関抜けさせていた。過去に関抜けに失敗し、依頼主の少女を死罪に追いやったことから足を洗っていたが、凜の説得で再び関抜けに協力する。
早川霞江斎元京（はやかわ かこうさい げんけい）
声 - 水内清光（第2作）
百琳の夫。病弱な体質ながら、剣術による家の再興という旧態的な武士のありかたに執着する。男でないという理由で生まれたばかりの双子の女児を殺害し、双子の男児である真都彦に虐待じみた剣術の指南を施すが、息子もまた病弱な体質であったことから見限り、百琳の目の前で真都彦を斬殺した。その直後に、ショックで正気を失った百琳によって側頭部に刀を突き立てられて死亡した。
早川真都彦（はやかわ まつひこ）
声 - 村中知（第2作）
百琳の息子。病弱体質。父親である霞江斎に虐待じみた指南を施されたせいで病状が悪化し、それを見た霞江斎によって斬殺された。
禿頭三兄弟（とくとうさんきょうだい）
声 - 武田太一、山岸治雄、井木順二（第2作）
髭・鬢・眉と主張箇所がそれぞれ異なる禿頭の3人組。尸良にひとり8両で万次の足止めを依頼される。弓矢による遠隔攻撃や側面からの奇襲などを駆使するも、激怒した万次に凄まれて早々に降伏し、受け取っていた前金を没収された。
春川義明（はるかわ よしあき）
槇絵の父であり、槇絵母子を追い出した張本人。零落して白川郷に住んでおり、労咳を患っている。母の復讐に訪れた槇絵はその哀れな姿に一度は思いとどまるが、思い直し引き返したときには既に死亡していた。
吐志摩（はばき しま）
声 - 山像かおり（第2作）
吐鉤群の妻。英に人質として捕らえられ、夫の目の前で自害する。
吐索太郎（はばき さくたろう）
声 - 佐藤美由希（第2作）
吐鉤群の息子。英に人質として捕らえられ、父親の目の前で自害する。
兼（かね）
逸刀流と関係深い女郎茶屋・雪待の女将。公儀に目を付けられることを危惧して逸刀流との関係を絶つ。その後、かつての関係から六鬼団に踏み込まれ、伴に銃を突き付けられるが、英の命を受けた恵那が伴を追い返したためにことなきを得る。
ナンダ郎（なんだろう）
乞食の男。仲間とともに不死実験で出た死体を捨てる仕事をしており、その傍らで死体の衣服を剥いでいた。夷作の装具を身につけていたところを凜、瞳阿に見咎められ、以後行動を共にする。
月慈（つきじ）
声 - 長谷川暖（第2作）
馬絽の幼馴染みで元許嫁の女性。阿片漬けの私娼として生活していたが、馬絽とは連絡を取り合っていた。六鬼団に捕まり、拷問の末に自害した。同じく幼馴染みの定政は幾度となく彼女の消息を探していたが、見つからなかったという。
布由（ふゆ）
声 - 佐倉綾音（第2作）
最終回に登場。八百比丘尼の知人の孫娘。最終話で万次にアイヌ語で「再会」を意味する小刀・ウルカラカンナスイを渡した。